# Craig Cathcart
Craig Cathcart (Belfast, Irlanda del Norte, Reino Unido, 6 de febrero de 1989) es un exfutbolista norirlandés que jugaba en la posición de defensa.

## Selección nacional
Fue internacional con la selección de fútbol de Irlanda del Norte y jugó 73 partidos internacionales.

## Clubes
| Club                           | País       | Año       |
| ------------------------------ | ---------- | --------- |
| Manchester United F. C.        | Inglaterra | 2007-2010 |
| Royal Antwerp F. C. (cedido)   | Bélgica    | 2007-2008 |
| Plymouth Argyle F. C. (cedido) | Inglaterra | 2008-2009 |
| Watford F. C. (cedido)         | Inglaterra | 2009      |
| Blackpool F. C.                | Inglaterra | 2010-2014 |
| Watford F. C.                  | Inglaterra | 2014-2023 |
| K. V. Kortrijk                 | Bélgica    | 2023      |